# Phalaca obiensis
Phalaca obiensis är en insektsart som beskrevs av Bolívar, C. 1923. Phalaca obiensis ingår i släktet Phalaca och familjen gräshoppor. Inga underarter finns listade i Catalogue of Life.